# Xã Northfield Center, Quận Summit, Ohio
Xã Northfield Center (tiếng Anh: Northfield Center Township) là một xã thuộc quận Summit, tiểu bang Ohio, Hoa Kỳ. Năm 2010, dân số của xã này là 5.839 người.